# سوسکچه‌های نخستین استنوبلوس
سوسکچه‌های نخستین استنوبلوس(نام علمی: Stenobelus) نام یک سرده از تیره سوسکچه‌های نخستین است.